# Ondřej Vintr
Ondřej Vintr (* 1. srpna 1997 Brno) je český fotbalový záložník hrající v sezoně 2018/19 za Zbrojovku Brno. Jeho dvojče Marek Vintr je také profesionálním fotbalistou.

## Klubová kariéra

### FC Zbrojovka Brno
Debut v profesionální soutěži zaznamenal 5. srpna 2017 za brněnskou Zbrojovku proti Zlínu.

### Ligová bilance
| Ročník                  | Zápasy | Góly | Minuty | Klub              |
| ----------------------- | ------ | ---- | ------ | ----------------- |
| MSFL 2014/15            | 8      | 1    | 543    | MFK Vyškov        |
| MSFL 2015/16            | 3      | 0    | 189    | SK Líšeň          |
| I. liga 2017/18         | 1      | 0    | 82     | FC Zbrojovka Brno |
| MSFL 2017/18            | 9      | 3    | 796    | SK Líšeň          |
| MSFL 2018/19            | 15     | 9    | 1 301  | MFK Vyškov        |
| II. liga 2018/19        | 9      | 2    | 243    | FC Zbrojovka Brno |
| CELKEM I. LIGA          | 1      | 0    | 82     |                   |
| CELKEM II. LIGA         | 9      | 2    | 243    |                   |
| CELKEM III. LIGA – MSFL | 35     | 13   | 2 829  |                   |